# Mangalagiri
Mangalagiri ist eine Stadt im indischen Bundesstaat Andhra Pradesh. Die Stadt befindet sich zwischen Vijayawada und Guntur.
Die Stadt ist Teil des Distrikt Guntur. Mangalagiri hat den Status einer Municipality. Die Stadt ist in 11 Wards (Wahlkreise) gegliedert.

## Demografie
Die Einwohnerzahl der Stadt liegt laut der Volkszählung von 2011 bei 73.613. In der Metropolregion leben 107.197 Einwohner.

## Infrastruktur
Ein Bahnhof verbindet die Stadt mit dem nationalen Schienennetz. Auch ein National Highway führt durch die Stadt.

## Sehenswürdigkeiten
In der Stadt befinden sich mehrere bedeutende hinduistische Tempel.